# Andrea Llosa
Mónica Andrea Llosa Barreto (Lima, 25 de abril de 1974) es una periodista, presentadora y productora de televisión peruana.
Es mayormente conocida por ser la productora y presentadora de los programas Nunca Más y Andrea en la cadena ATV.

## Trayectoria
Inicialmente asumió parte de la producción de Reportajes, y posteriormente lideró el equipo de periodistas de Día D. Además se encargó de la producción de Panorama. En la década de 2010 condujo Andrea al mediodía, un espacio de entrevistas para ATV+.
En la televisión Llosa ganó notoriedad en conducir dos programas en ATV, a que Infobae la denominó como la «voz autorizada» del canal. El primero es Nunca más, que toca casos de tema social y violencia a modo de docureality. Posteriormente se emite su programa de nombre Andrea, desde los estudios del distrito de Barranco, centrado en casos familiares y pruebas de paternidad y que es directora del programa. Este último compitió con el horario nocturno que ocupó Magaly Medina y Juliana Oxenford. Con el tiempo Llosa incluyó a personalidades de la farándula local para ganar audiencia, además de celebridades de redes sociales, mientras obligaba a las personas de a pie a firmar un contrato de consentimiento de difusión en televisión frente a las acusaciones de falsificación de pruebas. Desde 2023, el programa incluyó tribuna de los espectadores para asemejarse a la experiencia de Caso cerrado, conocido programa sobre resolución de conflictos, pese a sus similitudes con otro formato conocido nacional Laura.
Considerada como activista por los derechos de la mujer, en 2017 publicó en la Feria Internacional del Libro su obra literaria Lo que callamos a gritos, centrado en los 12 casos de violencia más emblemáticos del programa Nunca más. Desde 2020 opera su centro psicológico y holístico para asesorar personas afectadas por la violencia.
En 2022 anunció el lanzamiento de su podcast Mujeres poderosas, nombre que adoptó en una conferencia que realizó en ese año por el Día Internacional de la Mujer. Fue producido por el canal ATV para las ciudades de Lima y Arequipa.
En 2025, Llosa volvió a ganar relevancia en los programas de espectáculos al conceder una entrevista a Christian Cueva. Se trató de una de las pocas entrevistas en exclusiva de su programa, Andrea, gestada desde mediados de 2024, y alcanzó una cuota de pantalla de 9.7 en Lima y seis ciudades, según Kantar Ibope Media. Además, fue el cuarto programa más visto del día. Sin embargo, su entrevista fue criticada por romper el formato tradicional de su programa y por ser mucho más suave en sus preguntas que las planteadas por su principal competidora, Magaly Medina.

## Producciones
- Nunca Más
- Andrea